# Кахраманмарашспор
«Кахраманмарашспор» (тур. Faturavizyon Kahramanmaraşspor) — турецький футбольний клуб з міста Кахраманмараш. Заснований 21 лютого 1969 року, провів один сезон у турецькій Суперлізі. Прізвисько — Леви Середземномор'я. Кольори клубу — кремовий, червоний.
Найвищим досягненням команди є вісімнадцяте місце в Суперлізі (сезон-1988/89). Виступає у Другій лізі Туреччини, третьому дивізіоні країни.

## Історія клубу
Клуб був заснований 21 лютого 1969 року. Перші п'ятнадцять років свого існування «Кахраманмарашспор» провів в аматорських лігах, а в сезоні 1984/85 був заявлений у другий дивізіон. Після декількох років виступів у цій лізі команді вдалося вийти у вищий турецький дивізіон, Першу лігу. Але «Кахраманмарашспор» провів там всього один сезон, і, зайнявши вісімнадцяте місце, покинув еліту.
Протягом майже двадцяти років клуб балансував між другим та третім дивізіоном, після чого через борги «Кахраманмарашспор» залишили провідні гравці, і команда вперше вилетіла в Третю лігу, четвертий дивізіон країни. Відразу повернувшись у Другу лігу, вона повторно спустилася в Третю. Потім почався різкий підйом: «Кахраманмарашспор» виграв перехідні матчі сезону 2011/12 і домігся права виступи у Другій лізі, а в сезоні 2012/13 виграв Другу лігу і вийшов до Першої, тодішнього другого дивізіону Туреччини. Там клуб посів 19 місце і знову понизився у класі.

### Історія виступів у професіональних турецьких лігах
- Суперліга: 1988/89
- Перша ліга: 1984—1988, 1989—1993, 1994—1998, 2002—2005, 2013—2014
- Друга ліга: 1993—1994, 1998—2002, 2005—2008, 2009—2010, 2012—2013
- Третя ліга: 2008—2009, 2010—2012, 2014-

## Відомі гравці
- /  Тайлан Айдоган (2011—2013) — капітан клубу, один з героїв команди. В її складі пройшов шлях від Третьої ліги до Першої і вніс вагомий внесок у цей підйом.

- Муаммер Бірдал (1988—1989) — виступав за національну збірну Туреччини, провів два матчі. За «Кахраманмарашспор» провів двадцять вісім зустрічей і забив один гол за цей клуб у Суперлізі Туреччини.
- Хасан Гюльтанг (2004—2006) — виступав за національну збірну Туреччини, провів один матч. За «Кахраманмарашспор» провів п'ять зустрічей.
- Озан Іпек (2006—2008) — виступав за національну збірну Туреччини, провів три матчі. За «Кахраманмарашспор» провів сорок три зустрічі, забив п'ять голів.
- Азат Мухадов (2008—2009) — виступав за національну збірну Туркменістану, провів один матч. За «Кахраманмарашспор» провів одну зустріч.
- Кемалеттін Шентюрк (2003—2004) — виступав за національну збірну Туреччини, провів п'ять матчів, забив один гол. За «Кахраманмарашспор» провів п'ять зустрічей.
- Хюшню Езкара (1988—1989) — виступав за національну збірну Туреччини, провів вісім матчів. За «Кахраманмарашспор» провів вісімнадцять зустрічей і забив один гол за цей клуб у Суперлізі Туреччини.
- Абдулла Авчи (1988—1989) — головний тренер національної збірної Туреччини та «Бешикташу».